# Ammomanopsis grayi
Az Ammomanopsis grayi a verébalakúak (Passeriformes) rendjébe, ezen belül a pacsirtafélék (Alaudidae) családjába és az Ammomanopsis nembe tartozó egyetlen faj.

## Rendszerezése
A fajt Johan August Wahlberg svéd ornitológus írta le 1855-ben, az Alauda nembe Alauda grayi néven. Régebben az Ammomanes nembe sorolták Ammomanes grayi néven.

## Alfajai
- Ammomanopsis grayi hoeschi (Niethammer, 1955) – délnyugat-Angola, északnyugat-Namíbia;
- Ammomanopsis grayi grayi (Wahlberg, 1855) – közép- és dél-Namíbia.

## Előfordulása
Afrika délnyugati részén, Angola és Namíbia területén honos. Természetes élőhelyei a szubtrópusi és trópusi forró sivatagok. Állandó, de kóborló faj.

## Megjelenése
Testhossza 14 centiméter, testtömege 17-27 gramm.

## Életmódja
Magokkal és rovarokkal táplálkozik. Márciustól júniusig költ.

## Természetvédelmi helyzete
Az elterjedési területe nagyon nagy, egyedszáma pedig stabil. A Természetvédelmi Világszövetség Vörös listáján nem fenyegetett fajként szerepel.